# Peter Zipacón
Peter Zipacon (Bogotá; 4 de marzo de 1986) es un futbolista colombiano. Juega de volante en el Bogotá F. C. del Categoría Primera B de Colombia.
Peter es considerado como uno de los jugadores históricos de la B.

## Trayectoria
Zipacón Debutá como futbolista profesional en el año 2003 con el equipo de La Equidad donde en el 2006 se consagra compeón de la segunda división con el cuadro asegurador se mantiene hasta junio de 2008 cuando es contratado por el Expreso Rojo. Con ese club estuvo 6 años donde pasó a la historia al ser el segundo jugador con más partidos disputados con un total de 125 partidos en los que anotó 3 goles. Pese haber tenido excelentes campañas con el club cundinamarqués el equipo en sí nunca tuvo temporadas destacables, para el 2014 se marcha para el Bogotá FC, también de la segunda división, donde ha venido alternando en su posición con otros jugadores.

## Clubes
| Club         | País     | Año           | Partidos | Goles' |
| ------------ | -------- | ------------- | -------- | ------ |
| La Equidad   | Colombia | 2006-2008     | 64       | 1      |
| Expreso Rojo | Colombia | 2008-2013     | 125      | 3      |
| Bogotá F. C. | Colombia | 2014-presente | 78       | 1      |

## Palmarés

### Campeonatos nacionales
| Título              | Club       | País     | Año  |
| ------------------- | ---------- | -------- | ---- |
| Categoría Primera B | La Equidad | Colombia | 2006 |